# Bamui haebyun-eoseo honja
Bamui haebyun-eoseo honja (hangul: 밤의 해변에서 혼자; rr: Bamui Haebyeoneseo Honja; lit. "sozinho na praia à noite"; também conhecido como On the Beach at Night Alone ou Na Praia à Noite Sozinha) é um filme de drama sul-coreano de 2017 dirigido e escrito por Hong Sang-soo. Protagonizado por Kim Min-hee, estreou no Festival Internacional de Cinema de Berlim em 16 de fevereiro de 2017. O filme estreou no Brasil em 5 de Outubro de 2017.

## Sinopse
Younghee (Kim Min-hee) é uma atriz famosa que tem a sua vida pessoal exposta após um caso com um homem casado. Ela acaba então decidindo deixar sua cidade e passar um tempo em Hamburgo, na Alemanha, e dar uma pausa na carreira. E, ao retornar à Coreia, Younghee reencontra os velhos amigos e começa a refletir sobre suas possibilidades de futuro. Em noites regadas a álcool, ela se libera e diz o que realmente sente, gerando conflitos bem complexos com eles.

## Elenco
- Kim Min-hee
- Seo Younghwa
- Jung Jaeyoung
- Moon Sungkeun